# Joaquim Felício
Joaquim Felício este un oraș în Minas Gerais (MG), Brazilia.